# 空白ライブ
空白ライブ（くうはくらいぶ）は、新型コロナウイルス感染症（COVID-19）の世界的流行であらゆる自粛を余儀なくされた2020年〜2023年の日常が、監督である下本地崇の行動と視点でコラージュされた日本映画。2024年5月公開。

## あらすじ
世界中に蔓延した新型コロナウイルスによって社会機能は崩壊、マスクで顔を半分隠し、人が集まることや接触することは避け、非対面のコミュニケーションが主流となるなど、それまでの当たり前な生活は一変する。
あらゆる自粛生活を余儀なくされた3年間、それぞれが思い．笑い、苦しみ、それでも諦めなかったアーティスト、飲食店、高校生ら、監督自身と周りの人々の姿が、2020年からの月日と共にコラージュされて行く。

## キャッチフレーズ
- 失われた2020年
- 分断された世界で夢みたもの
- それは愛おしい変わらない日々

## 出演者
- 山下翔生
- 渡辺圭一
- シタンダアキラ
- 林徳全
- 相良俊介
- 宅嶋淳
- 坂田“鬼平”紳一
- 松永浩
- 坪内守
- 澄田健
- 宿六兄弟
- 塚田リョーヤ
- 梶浦雅弘
- 矢野一成
- あふりかじゃんぐる
- 葉月さな
- 高木克
- 宮本しゅう
- 佐藤柚葉
- 鶴賀皇史朗
- ぎたろー
- 中嶋さと
- 村上差斗志
- ウエノコウジ
- 百々和宏
- 平川卓哉
- 三宅伸治
- ウルフルケイスケ
- 鮎川誠
- 田坂哲郎
- 有門正太郎
- TOMMY THE DINGO!
- 山部善次郎
- 山部久理子
- アラン
- 清野セイジ
- 水崎けんぢ
- 木原毅
- 大江慎也
- 下本地京子
- MASAL
- 武藤京介
- KAKKIN
- 松原功

## 主題歌
「そんな話の終わりに」塚田紗都子

## スタッフ
- 監督 撮影 編集 - 下本地崇
- 撮影補佐 - 平山賢　藍蓮[3]
- 題字 - 真照[3]
- 歌/ピアノ - 塚田紗都子[3]
- 制作 - TRAVEL HIGH
- 製作/配給 -  パブリックチャンネル